# Inondations de 2019 à Townsville
L’inondation à Townsville en 2019 est une inondation majeure qui s'est produite dans la ville de Townsville et ses environs sur la côte est du Queensland, en Australie. Les autorités ont rapporté 3 morts directs et 2 indirects, ainsi que des dommages de plus d'un milliard de dollars australiens.

## Évolution météorologique

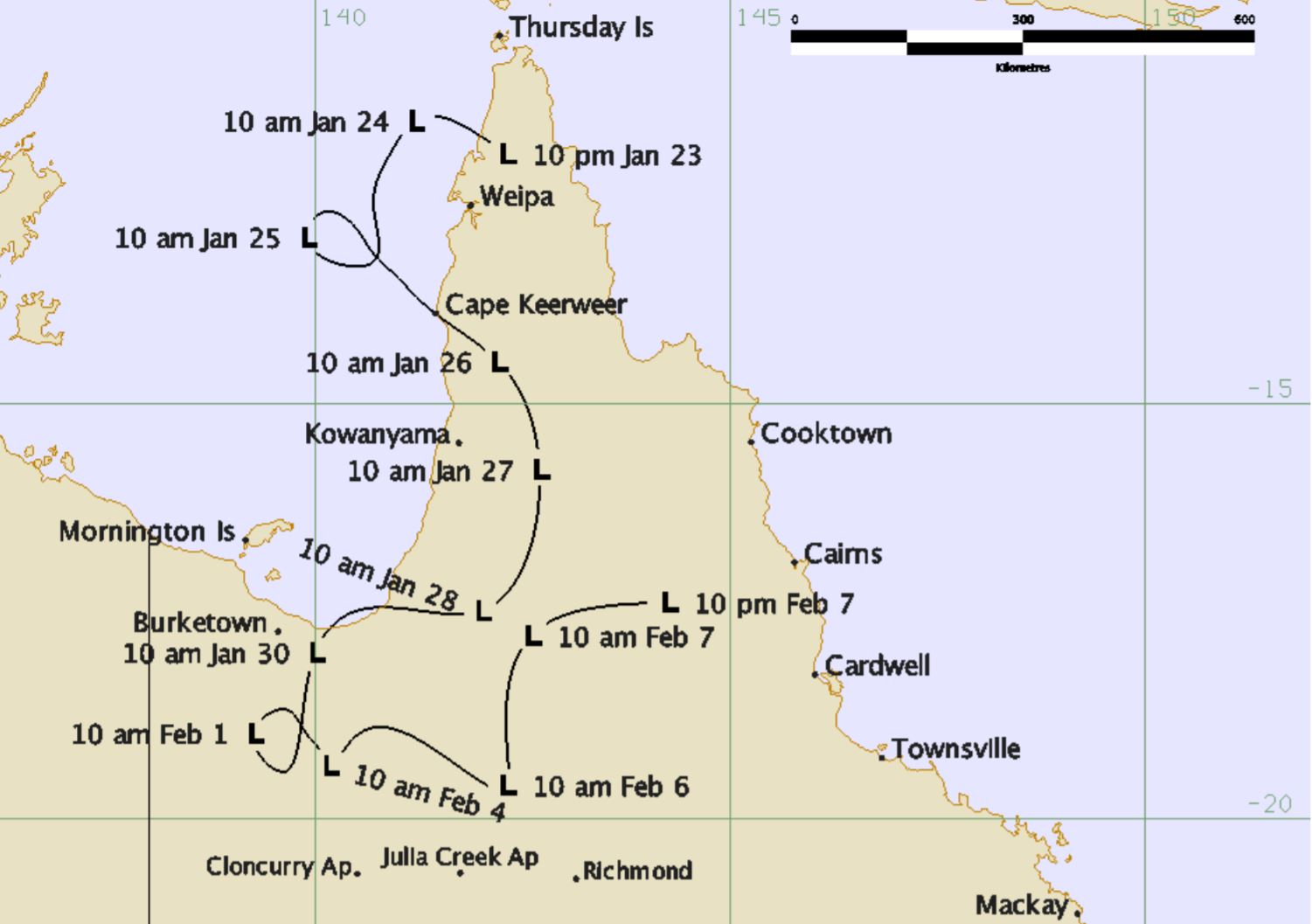
Trajectoire de la dépression tropicale.

Townsville a subi une vingtaine d'inondations majeures depuis la colonisation dans les années 1860, mais l'événement de 2019 a été l'une des pires catastrophes naturelles à avoir jamais touché la région. L'inondation a été causée par une dépression tropicale à déplacement lent, située à l'est du mont Isa dans un creux de mousson bloqué mais actif. La masse d'air venant du nord, riche en humidité a rencontré par les vents côtiers du sud-est, créant une zone de convergence instable. La rencontre des masse d'air a ensuite été poussé vers l'ouest sur le continent australien.
Le système quasi-stationnaire a persisté pendant environ une semaine, produisant des précipitations constantes d'intensité de moyenne à forte sur les zones touchées, avec des orages localement très forts et des vents destructeurs. le tout a donné des inondations historiques dans la région de Townsville.

## Impact
Certaines banlieues de Townsville, en particulier Bluewater, Rosslea, Hermit Park et Idalia, ont subi des inondations majeures dans des crues soudaines. Des hauteurs record enregistrées au barrage de la rivière Ross ont forcé les mesures d'urgence à ouvrir complètement le déversoir du barrage, libérant de l'eau supplémentaire dans la rivière et aggravant les inondations en aval. Une érosion sévère a été observée sur les rives, causant des dommages structurels aux sentiers et aux trottoirs de bois. Des hauteurs record de déversoir à Aplins Weir ont causé des dommages à un pont piétonnier.
Environ 3 300 maisons ont été endommagées par les eaux de crue et environ 1 500 ont été rendues inhabitables. Pas moins de 30 000 réclamations d'assurance ont été déposées à la suite de l'événement, avec des dommages estimés à 1,243 milliard $AUS. En plus des infrastructures endommagées, telles que les chemins de fer, on estime que jusqu'à 500 000 bovins ont péri dans les crues.
Deux décès ont été signalés dans les inondations et une troisième personne fut portée disparue et n'a jamais été retrouvée,. Deux décès supplémentaires ont été signalés le 12 et le 26 février en raison de la mélioïdose, avec au moins 10 autres hospitalisés avec l'infection bactérienne.

## Sauvetage
Plusieurs agences ont aidé au sauvetage et à la récupération, notamment le service d'urgence de l'État (SES) du gouvernement du Queensland, le conseil municipal de Townsville, le service d'incendie rural du Queensland, les forces de défense australiennes et l'équipe Rubicon Australia (maintenant connue sous le nom de Disaster Relief Australia). De nombreux habitants se sont portés volontaires pour aider les services d'urgence, évacuant les résidents piégés par bateau. Le grand nombre de volontaires, de bateaux et la file d'attente d'aides qui en a résulté ont ensuite été surnommés la « petite armée » par les médias locaux.